# Émérillon
Cet article possède un paronyme, voir Émerillon.
Le teko (ou émérillion) est une langue tupi parlée dans l'Ouest de la Guyane sur le Haut-Maroni et le tampok et dans l'Est du département sur le cours moyen de l'Oyapock. La langue est parlée par l'ensemble des 400 Teko.
L'émérillon est une langue tupi-guarani de la branche VIII.

## Phonologie

### Voyelles
|         | Antérieure | Centrale | Postérieure |
| ------- | ---------- | -------- | ----------- |
| Fermée  | i [i]      | ɨ [ɨ]    | u [u]       |
| Moyenne | e [e]      | ə [ə]    | o [o]       |
| Ouverte |            | a [a]    |             |

### Consonnes
|              |              | Bilabiale | Alvéolaire | Palatale | Vélaire | Lab.-vél. | Glottale |
| ------------ | ------------ | --------- | ---------- | -------- | ------- | --------- | -------- |
| Occlusives   | Sourdes      | p [p]     | t [t]      |          | k [k]   | kw [kʷ]   | ʔ [ʔ]    |
| Occlusives   | Sonores      | b [b]     | d [d]      |          | g [g]   |           |          |
| Fricative    | Sourde       |           | s [s]      |          |         |           | h [h]    |
| Fricative    | Sonore       |           | z [z]      |          |         |           |          |
| Affriquée    | Sourde       |           |            | tʃ [tʃ]  |         |           |          |
| Affriquée    | Sonore       |           |            | dʒ [dʒ]  |         |           |          |
| Liquide      | Liquide      |           | l [l]      |          |         |           |          |
| semi-voyelle | semi-voyelle | w [w]     |            | y [j]    |         |           |          |